# BIGSTAF
BIGSTAF ist ein breitbandiges Integriertes Gefechtsstandfernmeldenetz.

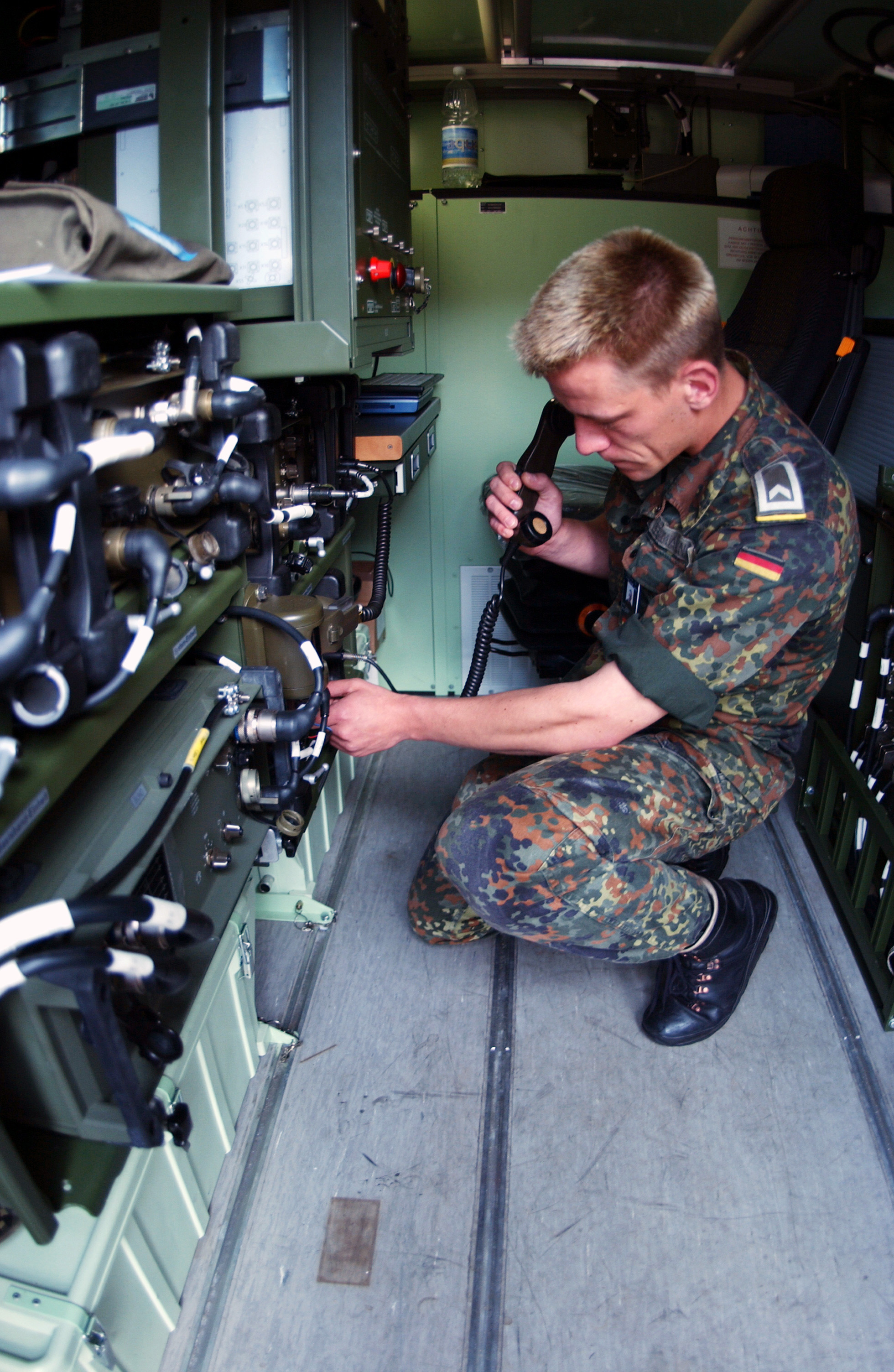
Ein deutscher BIGSTAF-Operator am Leitungsabschluss, 2003

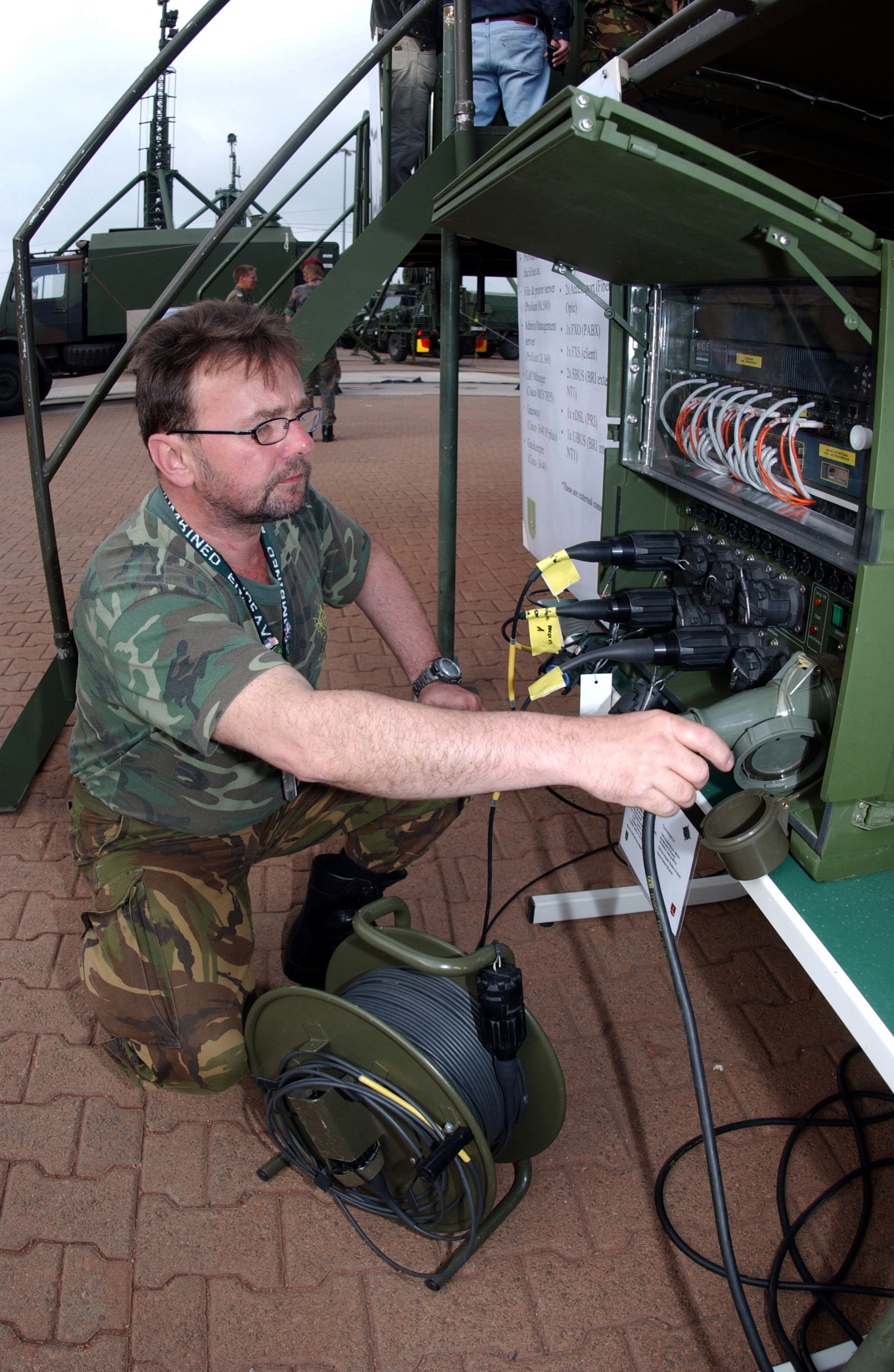
Ein belgischer BISTAF-Operator testet die Verbindung zwischen einer Telefonleitung und einem Faxgerät, 2003

Hersteller sind Thales Land & Joint Systems (vormals Alcatel SEL) und EADS (vormals DASA/Deutsche Aerospace). 
Das breitbandige, integrierte Gefechtsstandfernmeldenetz dient als Local Area Network (LAN) der vollständigen Kommunikation für alle Dienste auf den Gefechtsständen des Heeres der Bundeswehr mit Außenanbindung über Richtfunk und verfügt derzeit über eine Übertragungsrate von 10 Mbit/Sekunde (Mbps). 
Es ist ein drahtloses oder lichtwellenleitergebundenes Fernmeldenetz zur gleichzeitigen Übertragung von Sprache und schnellen Daten sowohl im LAN nach IEEE 802.3 Ethernet mit bis zu 300 Teilnehmern als auch mit Übergängen in ein raumdeckendes Fernmeldenetz. Das System besteht aus den Netzanteilen Lichtwellenleiter und Richtfunk über den Richtfunkgerätesatz klein FM 15000. Ein 60-GHz-Funknetz für interne Kommunikation auf Gefechtsständen und ein 51-GHz-Funknetz für Verbindungen zwischen Gefechtsständen waren geplant, sind aber aus finanziellen Gründen nicht eingesetzt worden. Ein Netzübergang in andere taktisch/militärische Fernmeldenetze oder in kommerzielle Telekommunikationsnetze besteht über das Weitverkehrsnetz AUTOKO 90.
BIGSTAF wird seit 1998 in den Gefechtsstandkompanien (2 Fernmeldezüge, 2 BIGSTAF-Züge, 2 Gefechtsstandzüge) der Fernmeldebataillone der Bundeswehr für Brigade- und Divisionsstäbe eingesetzt, um die Führungsfähigkeit des Heeres bei internationalen Kriseneinsätzen (u. a. eingesetzt im Kosovo bei der KFOR) zu verbessern. Der Deutsche Bundestag stimmte 2002 der Beschaffung weiterer BIGSTAF-Systeme mit einem Gesamtvolumen von 57 Millionen Euro zu.
Zum Umfang gehörte die Anschaffung von MB 1017 Lastkraftwagen (Lkw 5 to 4x4 tmil) mit Antennenträger BIGSTAF (25 m lang) sowie weiteren Fahrzeugen u. a. BIGSTAF-Netzwerkverbindungstransporter, Knotenvermittlungstransporter, LKW mit Aggregat 60 kVA.
Eine PC-Ausbildungsanlage existiert am Ausbildungszentrum CIR in Feldafing (Bayern).
2013 erhielt das Unternehmen steep GmbH in Bonn in Kooperation mit dem IT-Unternehmen blackned GmbH in Erlenmoos den Zuschlag einer öffentlichen Ausschreibung des Bundesamtes für Ausrüstung, Informationstechnik und Nutzung der Bundeswehr (BAAINBw) zum Ersatz der kabelgebundenen BIGSTAF-Komponenten der Gefechtsstandstruppe (GefStdTrp) des Führungsinformationssystems des Heeres (FüInfoSysH) durch die neue Kommunikationsplattform MUP (Mobile Unified Platform). Die bislang genutzten BIGSTAF-Komponenten des FüInfoSysH sollen durch die Implementierung von IP-Telefonie (VoIP) ersetzt werden. Vorrangiges Ziel soll die gleichzeitige Nutzung der vorhandenen lokalen Netzinfrastruktur des Führungsinformationssystems des Heeres und damit Wegfall von Aufbau und Betrieb eines separaten Local Area Network (LAN) sein.
Geplant ist auch das Gefechtstandfernmeldenetz durch den Austausch von Baugruppen wie IPv6-fähige Router zu modernisieren.